# Pseudolycoriella compacta
Pseudolycoriella compacta är en tvåvingeart som beskrevs av Heller 2000. Pseudolycoriella compacta ingår i släktet Pseudolycoriella och familjen sorgmyggor.
Artens utbredningsområde är Tyskland. Inga underarter finns listade i Catalogue of Life.